# Lucas de Tornos
Lucas Tornos y Usaque (Cariñena, 1803-Madrid, 1882) fue un catedrático, médico y naturalista español, catedrático de Zoología en la Universidad Central de Madrid y director del Museo de Ciencias Naturales.

## Biografía
Nació el 18 de octubre de 1803 en la localidad zaragozana de Cariñena. Su padre Andrés, literato y jurista, le envió a los trece años de edad al colegio-seminario que su tío Blas Jacobo Beltrán, obispo de Coria, fundó en la capital de su diócesis. Comenzó los estudios teológicos pero, falto de vocación hacia la carrera eclesiástica, regresó a su tierra y luego marchó a Madrid a cursar estudios de Derecho con la protección, según Martínez de Velasco, de otro de sus tíos: un tal general Juan Antonio Tornos.
De ideología liberal, Tornos, una vez proclamada la Constitución en 1820, se alistó en la milicia nacional voluntaria, acompañando al Gobierno en 1823 a Cádiz, y tomando parte en todos los sucesos que ocurrieron en aquella época. Más adelante conoció al sacerdote Antonio Cabrera, magistral de Cádiz y naturalista, quien le aconsejó que se dedicara a la medicina. Tornos emprendió estos estudios, teniendo que dar al mismo tiempo lecciones de francés y griego. Consiguió finalizar sus estudios y logró por oposición el nombramiento de primer médico de la armada.
Su afición a las ciencias naturales le hizo volver a Madrid. En 1838 fue nombrado profesor de Historia Natural en la Escuela Normal de Maestros y, poco después, catedrático de Zoología de la Universidad Central. En 1839 el Ayuntamiento de Madrid le nombró director de paseos y arbolados. Fue director del Museo de Ciencias Naturales de Madrid y consejero de Cultura, Industria y Comercio. Escribió algunos libros científicos, uno de los cuales fue premiado por la Real Academia de Ciencias. Fue uno de los fundadores del Semanario Industrial (1840-1841). Falleció el 4 de septiembre de 1882 en Madrid.